# 1934 في المملكة المتحدة
فيما يلي قوائم الأحداث التي وقعت خلال عام 1934 في المملكة المتحدة.

## أحداث
- 1 يناير - تأسيس المجلس الوطني للحريات المدنية (NCCL) على يد رونالد كيد وسيلفيا كروثر سميث.[1]
- 21 يناير - مشاركة أكثر من عشرة آلاف شخص في مسيرة نظمها أوزوالد موزلي من اتحاد الفاشيين البريطانيين (BUF) في مدينة برمنغهام.
- 27 مارس - إقرار البرلمان لقانون الرهانات واليانصيب.[2]
- 3 أبريل - حصول بيرسي شاو على تصديق براءة اختراع عن اختراعه جهاز عين القط الخاص بسلامة وأمن الطرق.[3]
- 6 أبريل - حصول كل من روديارد كبلينغ وويليام بتلر ييتس بجائزة غوثنبرغ للشعر.
- 21 أبريل - نشر «صورة الجراح» الشهيرة لوحش لوخ نس المزعوم في صحيفة الديلي ميل والتي ثبت فيما بعد كونها خدعة.[4]
- 4 مايو – أصبحت السيدة ألينغتون والبالغة من العمر الرابعة والخمسين من العمر أول امرأة بريطانية في التاريخ تقوم بقفز مظلي من على ارتفاع 1500 قدم.
- 4 أغسطس – إجراء دورة ألعاب الإمبراطورية البريطانية 1934.
- 10 سبتمبر – بعثة أرض غراهام البريطانية تنطلق لاستكشاف أرض غراهام في القارة القطبية الجنوبية.
- 29 نوفمبر - زواج الأمير جورج دوق كينت من مارينا أميرة اليونان والدنمارك، وهي آخر أميرة مولودة خارج البلاد تتزوج بعضو من العائلة المالكة البريطانية وكان هذا الزواج الأول الذي يذاع مباشرة على الراديو.[5]
- 12 ديسمبر - حصول آرثر هندرسون على جائزة نوبل للسلام لترأسه مؤتمر جنيف لنزع الأسلحة.[6]
- 21 ديسمبر - تقديم قانون المناطق الخاصة لمنح من الحكومة المركزية لمساعدة المناطق التي ترتفع فيها نسب البطالة.[7]

## رياضة
- 1 يناير – بطولة ويمبلدون 1934

## ظهور
- 1 يناير – صورة غير مكتملة رواية من تأليف أجاثا كريستي.
- 1 يناير – لماذا لم يسألوا إيفانز؟ رواية من تأليف أجاثا كريستي.

## أفلام
من الأفلام التي صدرت هذه السنة في المملكة المتحدة:
- 1 يناير – اليهودي سوس من إخراج وثار مينديز.
- 1 يناير – موت اللورد إدجوير من إخراج هنري إدواردز (مخرج أفلام).

## كتب
من الكتب التي صدرت هذه السنة في المملكة المتحدة:
- 1 يناير – تحريات باركر بين من تأليف أجاثا كريستي.
- 1 يناير – جريمة في قطار الشرق السريع من تأليف أجاثا كريستي.
- 1 يناير – حفنة تراب من تأليف إيفلين ووه.
- 1 يناير – صورة غير مكتملة من تأليف أجاثا كريستي.
- 1 يناير – لغز ليستراد من تأليف أجاثا كريستي.
- 1 يناير – مأساة من ثلاثة فصول من تأليف أجاثا كريستي.
- 1 سبتمبر – لماذا لم يسألوا إيفانز؟ من تأليف أجاثا كريستي.

## مواليد

### يناير
- 1 يناير – افرايم هليفي دبلوماسي إسرائيلي.
- 13 يناير – روبن ميلنر
- 14 يناير – ريتشارد بريريس ممثل إنجليزي.
- 19 يناير – جون ريتشاردسون
- 19 يناير – رون نيومان لاعب ومدرب كرة قدم إنجليزي.
- 26 يناير – مالكولم غراهام لاعب كرة قدم إنجليزي.
- 29 يناير – نويل هاريسون

### فبراير
- 9 فبراير – تومي مولوي ملاكم من المملكة المتحدة.
- 11 فبراير – جون سورتيس
- 19 فبراير – كيث ديفيز لاعب كرة قدم من المملكة المتحدة.
- 28 فبراير – روني موران لاعب كرة قدم إنجليزي.

### مارس
- 3 مارس – جيا سكالا
- 5 مارس – نيكولاس سميث ممثل إنجليزي.
- 8 مارس – فرانسيس إيفيريت فيزيائي بريطاني.

### أبريل
- 3 أبريل – جين جودل
- 25 أبريل – بيتر مكبارلاند
- 29 أبريل – بيتر دي لا بيلير عسكري من المملكة المتحدة.
- 30 أبريل – جيري لوردان

### مايو
- 3 مايو – هنري كوبر ملاكم من المملكة المتحدة.
- 8 مايو – موريس نورمان لاعب كرة قدم إنجليزي.
- 9 مايو – ألان بينيت
- 15 مايو – جون كيغان
- 22 مايو – دون كوبيت ثيولوجي من المملكة المتحدة.
- 25 مايو – دايفيد بيرك ممثل بريطاني.
- 27 مايو – بريان دوغلاس لاعب كرة قدم إنجليزي.

### يونيو
- 1 يونيو – ديك ريتشاردسون ملاكم من المملكة المتحدة.
- 19 يونيو – براين لندن
- 23 يونيو – شيرلي براشير لاعبة كرة مضرب من المملكة المتحدة.

### يوليو
- 18 يوليو – إدوارد بوند
- 21 يوليو – جوناثان ميلر
- 28 يوليو – رون فلاورز لاعب ومدرب كرة قدم إنجليزي.

### أغسطس
- 6 أغسطس – بيرس أنتوني
- 16 أغسطس – أنجيلا باكستون لاعبة كرة مضرب من المملكة المتحدة.
- 16 أغسطس – ديانا وين جونز
- 24 أغسطس – كيني بيكر ممثل بريطاني.

### سبتمبر
- 2 سبتمبر – الن كار كاتب بريطاني.
- 4 سبتمبر – توني بوك لاعب كرة قدم.
- 4 سبتمبر – كليف غرانجر
- 8 سبتمبر – بيتر ماكسويل ديفيز
- 21 سبتمبر – ديفيد ثاوليس فيزيائي بريطاني.
- 28 سبتمبر - أنجيلا هارتلي برودي كيميائية حيوية وباحثة سرطان بريطانية.

### أكتوبر
- 14 أكتوبر – تومي روب
- 17 أكتوبر – جوني هاينز لاعب كرة قدم إنجليزي.
- 18 أكتوبر – فرانك أبتون لاعب ومدرب كرة قدم إنجليزي.
- 24 أكتوبر – والي هربرت مستكشف من المملكة المتحدة.
- 30 أكتوبر – هاميلتون كامب

### نوفمبر
- 14 نوفمبر – دايف مكاي لاعب كرة قدم اسكتلندي.
- 22 نوفمبر – بربارة غيليان بريغز عالمة نبات أسترالية.

### ديسمبر
- 8 ديسمبر – بيتر ووترمان ملاكم من المملكة المتحدة.
- 9 ديسمبر – جودي دينش
- 17 ديسمبر – راي ويلسون لاعب كرة قدم إنجليزي.
- 28 ديسمبر – ماغي سميث

## وفيات

### يناير
- 1 يناير – لي سترانج (مواليد 1854) مستشرق من المملكة المتحدة.
- 6 يناير – هيربرت تشابمان (مواليد 1878)

### فبراير
- 23 فبراير – إدوارد إلجار (مواليد 1857)

### أبريل
- 11 أبريل – جون كولير (مواليد 1850)

### مايو
- 25 مايو – غوستاف هولست (مواليد 1874)

### يونيو
- 10 يونيو – فريدريك دليوس (مواليد 1862)
- 18 يونيو – آرثر هانت (مواليد 1871)

### نوفمبر
- 4 نوفمبر – كاثرين إيمي داوسون سكوت (مواليد 1865)
- 5 نوفمبر – هارولد ووكر (مواليد 1862) عسكري من المملكة المتحدة.
- 16 نوفمبر – أليس ليدل (مواليد 1852)
- 21 نوفمبر – جيمس لورانس (مواليد 1885) لاعب ومدرب كرة قدم اسكتلندي.
- 23 نوفمبر – واليس بودج (مواليد 1857)
- 25 نوفمبر – نيكولاس إدوارد براون (مواليد 1849) عالم نبات بريطاني.

### ديسمبر
- 4 ديسمبر – هوراس لامب (مواليد 1849)